# インプレッションズ (ジョン・コルトレーンのアルバム)
『インプレッションズ』（Impressions）は、ジャズ・ミュージシャンのジョン・コルトレーンによる1963発表のアルバム。アルバム収録曲の大半は1961年11月3日にヴィレッジ・ヴァンガードでのライブ演奏が録音されたもので、1963年にインパルス!レコードからリリースされた。

## 解説
レコーディングではジョン・コルトレーン、マッコイ・タイナー、ジミー・ギャリソン、エルヴィン・ジョーンズという「クラシック・カルテット」がフィーチャーされている。ヴィレッジ・ヴァンガードでのライブではエリック・ドルフィーとレジー・ワークマンも参加している。ドルフィーはモード様式の長い曲「インディア」で印象的なすばらしい演奏をしているが、「インプレッションズ」では、曲のしめくくりでしか演奏をしていない。ワークマンは「インディア」のみの参加で、ギャリソンとともにアフリカドラム楽団のようなサウンドに近づけるために演奏している。
全体を通して、タイナーはピアノをほとんど弾いていない。ボーナストラックの「ディア・オールド・ストックホルム」で唯一のソロを弾いているが、ヴィレッジ・ヴァンガードでのライブ録音ではかろうじてピアノを聴くことができるくらいだ。この時期のコルトレーンのグループに時々参加していたドラマーのロイ・ヘインズは「アフター・ザ・レイン」と「ディア・オールド・ストックホルム」（どちらも1963年4月にスタジオ録音された）でドラムを演奏。ジョーンズとギャリソンも控えめに演奏している。コルトレーンの他のアルバムでも言えることだが、それら以上に今作ではフォーカスがコルトレーンにあてられている。「インプレッションズ」（マイルス・デイヴィスの「ソー・ホワット」をある程度、基にしている）は15分近くにも及ぶコルトレーンのソロを含む。
このアルバムの音楽性はモード・ジャズへの探求や、インド音楽、ブルース、そしてスウェーデンの伝統音楽（CD版にボーナストラックとして収録）に対するコルトレーンの関心が反映されている。

## 収録曲
1. インディア - "India"
2. アップ・アゲインスト・ザ・ウォール - "Up against the wall"
3. インプレッションズ - "Impressions"
4. アフター・ザ・レイン - "After the rain"
5. ディア・オールド・ストックホルム - "Dear old Stockholm" ※ボーナストラック

## 演奏メンバー
- ジョン・コルトレーン - ソプラノ・サクソフォーン、テナー・サクソフォーン
- エリック・ドルフィー - バスクラリネット、アルト・サクソフォーン
- マッコイ・タイナー - ピアノ
- ジミー・ギャリソン - ダブルベース
- レジー・ワークマン - ダブルベース
- エルヴィン・ジョーンズ - ドラム
- ロイ・ヘインズ - ドラム